# .de
.de (Alemão: Deutschland) é o código TLD (ccTLD) na Internet para a Alemanha, sendo o segundo nome de domínio mais utilizado em todo o Mundo.
Em 1989, a Alemanha Oriental teve o seu próprio ccTLD, .dd, mas nunca foi utilizado. Este foi desativado pouco tempo depois de ser criado, pois a Alemanha Oriental foi extinta no ano seguinte.

## Distribuição
Com 17,7 milhões de domínios registrados, o .de é o segundo domínio nacional de topo mais popular,  atrás do .cn (República Popular da China), com 19,7 milhões de domínios registrados, e à frente do .uk, com 10,4 milhões de domínios registrados (em setembro de 2024). Considerando todos os endereços — nacionais e genéricos — é o terceiro maior domínio de topo do mundo, ficando atrás apenas do .com e do .cn. A grande maioria dos alemães prefere o .de para sites internos: é utilizado por mais de 90% das empresas alemãs.
A marca de 15 milhões de domínios .de foi ultrapassada em abril de 2012, e desde junho de 2006 o número de endereços passou dos 10 milhões. O primeiro milhão foi atingido em 5 de outubro de 1999.
A empresa DENIC eG publica anualmente estatísticas sobre a distribuição regional dos domínios .de. Na Alemanha, destacam-se regiões capitais como Berlim, Munique e Hamburgo, com o maior número de domínios per capita. No entanto, essa estatística é distorcida pela localização dos principais provedores de hospedagem web: por exemplo, o distrito de Starnberg ocupa o segundo lugar entre as regiões com maior número de domínios per capita, já que a empresa united-domains está sediada lá. Como a maioria dos domínios de topo específicos de países, os domínios .de podem ser registrados por estrangeiros. EUA, Países Baixos e Rússia são as regiões onde domínios estrangeiros são mais frequentemente registrados. 

## Características
O domínio .de pode conter de um a 63 caracteres. Durante muito tempo, os domínios precisavam ter no mínimo três caracteres, mas isso mudou com a flexibilização dos critérios em 2008. Além de letras e números, podem ser usados todos os umlauts alemães, o eszett (alemão “símbolo de umlaut”) e vários símbolos de outros idiomas, conforme a lista oficial da DENIC. Eles são contabilizados no comprimento máximo permitido em sua notação Punycode. Hífens, ou mais precisamente hífen-menos, são permitidos, mas não na primeira ou última posição do domínio. O hífen não pode estar simultaneamente na terceira e na quarta posição. Domínios formados com hífens constituem o maior grupo e representam mais da metade de todos os nomes de domínio desde 2001.
Para registrar um domínio .de, o potencial proprietário não precisa residir ou ter filial na Alemanha. Se o proprietário do domínio não morar na Alemanha, a DENIC pode solicitar, dentro de duas semanas, a designação de um agente autorizado para atendimento na Alemanha. Além disso, para delegar o domínio, é necessário indicar pelo menos dois servidores de nomes autorizados a responder pelo respectivo domínio .de. Como alternativa, a DENIC oferece o serviço NSentry, que permite adicionar até cinco registros A ou MX diretamente na zona .de para o domínio.